# SLC17A5
A sialina, também conhecida como cotransportador H(+)/nitrato e cotransportador H(+)/ácido siálico, é uma proteína que em humanos é codificada pelo gene SLC17A5.

## Significado clínico
A deficiência desta proteína causa a doença de Salla. e Doença de Armazenamento de Ácido Siálico Infantil (ISSD).
O gene para HP59 contém, inteiramente dentro de sua região de codificação, o gene Sialina SLC17A5. O membro 5, também conhecido como SLC17A5 ou sialina, é uma proteína de transporte de ácido siálico da membrana lisossomal que em humanos é codificada pelo gene SLC17A5 no cromossomo 6